# Meteorologiåret 1904

## Händelser

### Februari
- 22 februari - Argentina köper skotska nationella Antarktisexpeditionens väderstation på Laurieön, Sydorkneyöarna. [1]

### Mars
- Mars – Den koreanska väderlekstjänsten bildas [2].
- 23 mars - En tre dagars snöstorm härjar ute på prärien i Kanada. 30 centimeter snö faller och vindarna når en hastighet av 100 kilometer i timmen [3].

### Juni
- 4 juni – Hård blåst härjar på Övre sjön i USA. Vinden blåser i 63 mph vid Duluth, Minnesota [4].

### Augusti
- 20 augusti – Tornados i Minnesota, USA slår till mot innerstäderna i såväl Minneapolis som Saint Paul [5].

### November
- 6 november – I Karasjok, Finnmark, Norge noteras norskt köldrekord för månaden med - 31,8 °C [6].

### December
- 25 december - Mätningar av snödjupet på juldagen i Sverige inleds [7].

### Okänt datum
- Vattenståndet i Mälaren, Sverige är extremt [8].
- Vilhelm Bjerknes menar att väderprognoser kan utarbetas med hjälp av matematiska ekvationer baserade på grundläggande naturlagar. Beräkningarna är dock omöjliga utan datamaskiner [9].
- Stormvarningstjänst upprättas i Danmark [10].
- En stormflod slår till mot Danmark [11].

## Födda
- 24 mars – Hans Ertel, tysk meteorolog.
- 16 november – Reginald Sutcliffe, brittisk meteorolog.

### Fotnoter
1. ↑  World Statesmen (läst 3 april 2011)
2. ↑  Korea Meteorological Administration Arkiverad 6 juni 2011 hämtat från the Wayback Machine.
3. ↑  ”Dan, Dan the Weatherman's Canadian Weather Trivia Page”. Arkiverad från originalet den 9 september 2013. https://web.archive.org/web/20130909001246/http://www.dandantheweatherman.com/cantriv.html. Läst 8 mars 2013.
4. ↑  ”Arkiverade kopian”. Arkiverad från originalet den 26 juli 2010. https://web.archive.org/web/20100726102347/http://www.climate.umn.edu/pdf/day_in_weather_history/june_wx_history.pdf. Läst 16 februari 2011.
5. ↑  ”Arkiverade kopian”. Arkiverad från originalet den 26 juli 2010. https://web.archive.org/web/20100726102403/http://www.climate.umn.edu/pdf/day_in_weather_history/august_wx_history.pdf. Läst 16 februari 2011.
6. ↑  MET
7. ↑  SMHI
8. ↑  SMHI
9. ↑  MET
10. ↑  DMI[död länk]
11. ↑  ”DMI”. Arkiverad från originalet den 2 juni 2006. https://web.archive.org/web/20060602201641/http://www.dmi.dk/dmi/index/viden/stormflodstema-2/historiske_stormfloder.htm. Läst 17 februari 2011.